# Grand Cormoran
Phalacrocorax carbo
Espèce
Statut de conservation UICN

 LC  : Préoccupation mineure

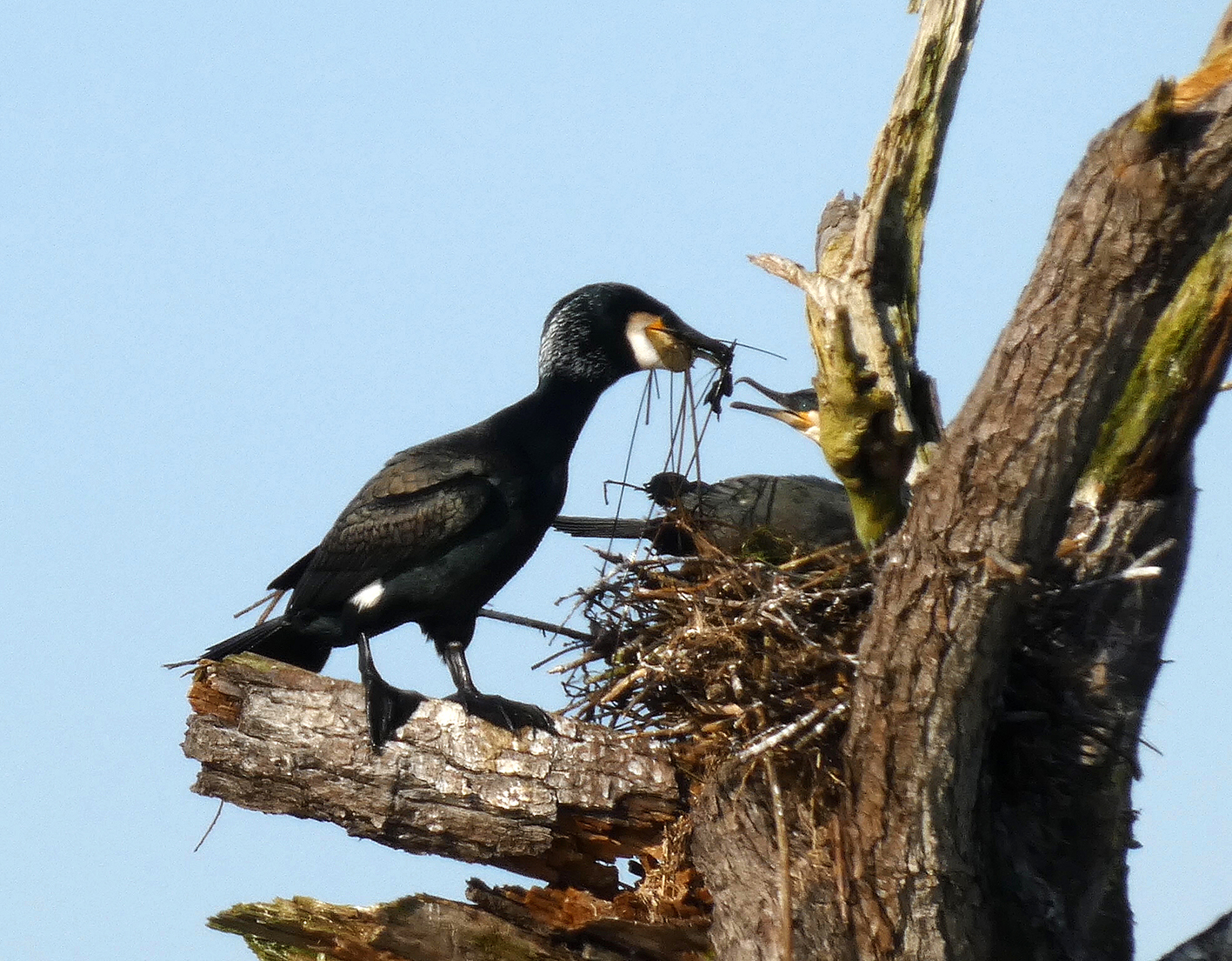
Le mâle apporte les branchages et la femelle les dispose pour construire le nid.

Le Grand Cormoran (Phalacrocorax carbo) ou Cormoran commun est une espèce d'oiseaux aquatiques piscivores de la famille des Phalacrocoracidés. Son aire de distribution est très vaste (Europe, Asie, Océanie, Afrique et une frange orientale de l'Amérique du Nord). On distingue habituellement cinq à huit sous-espèces.

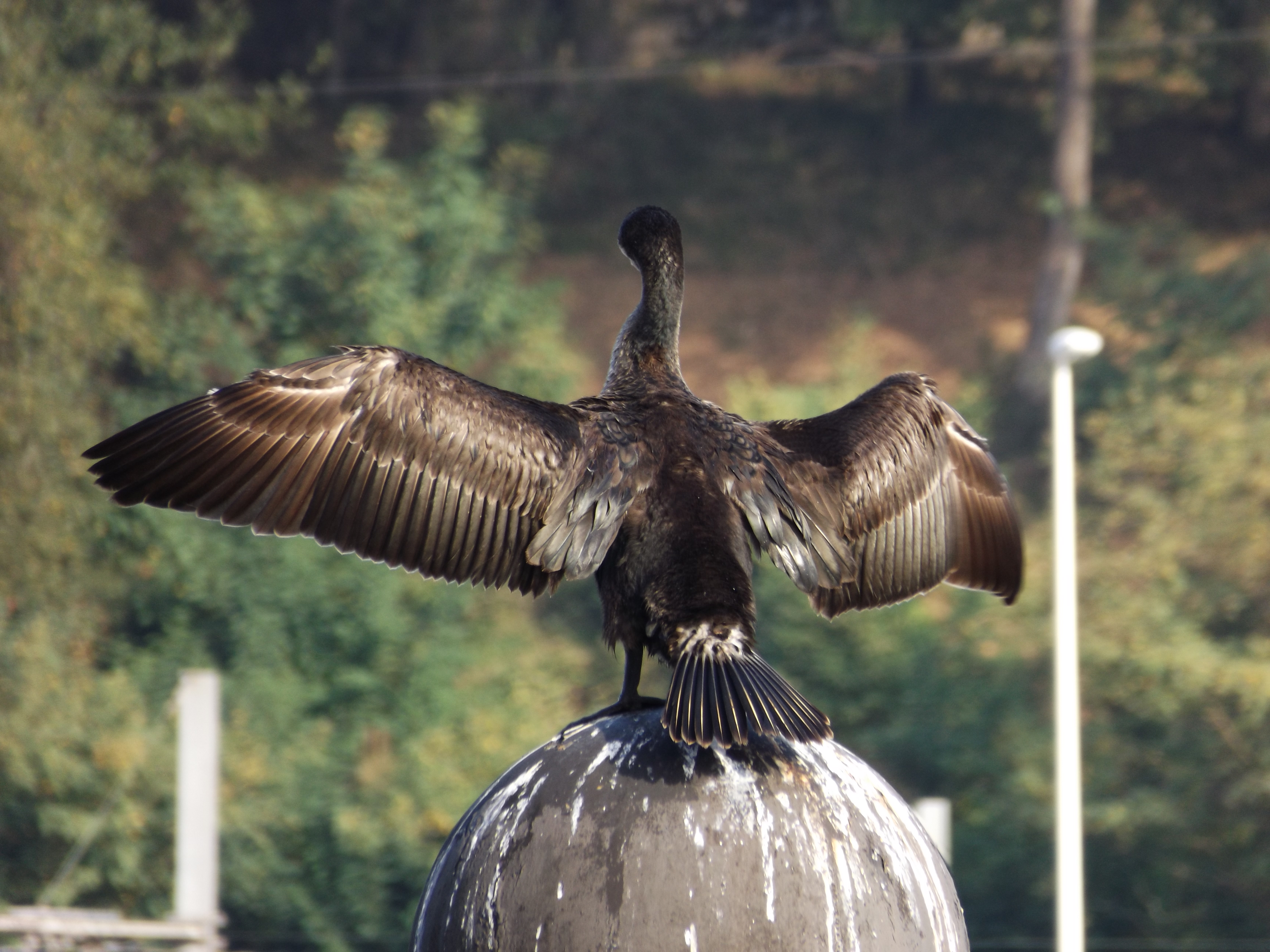
Attitude typique du cormoran se séchant les ailes.

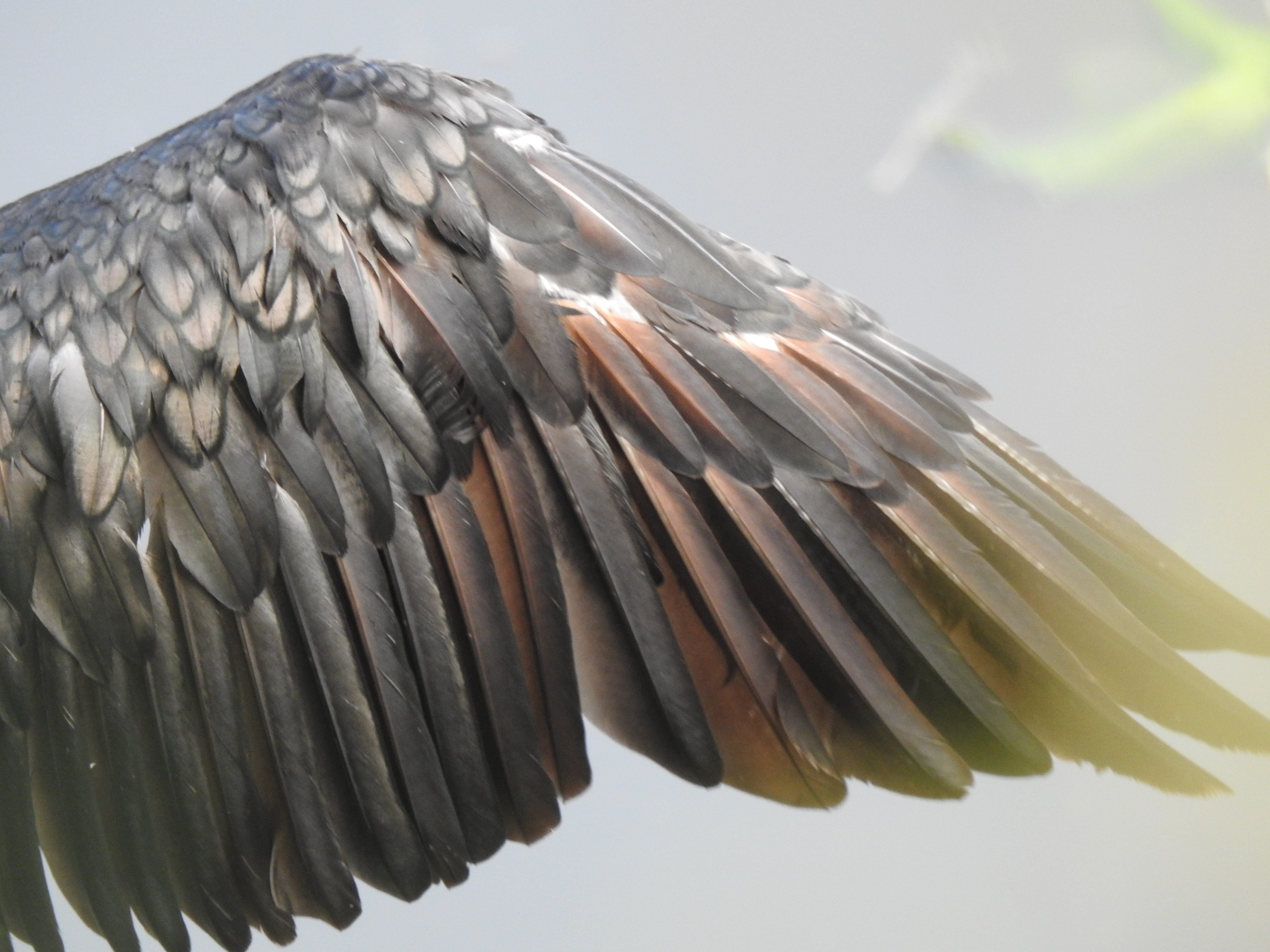
Détails du plumage.

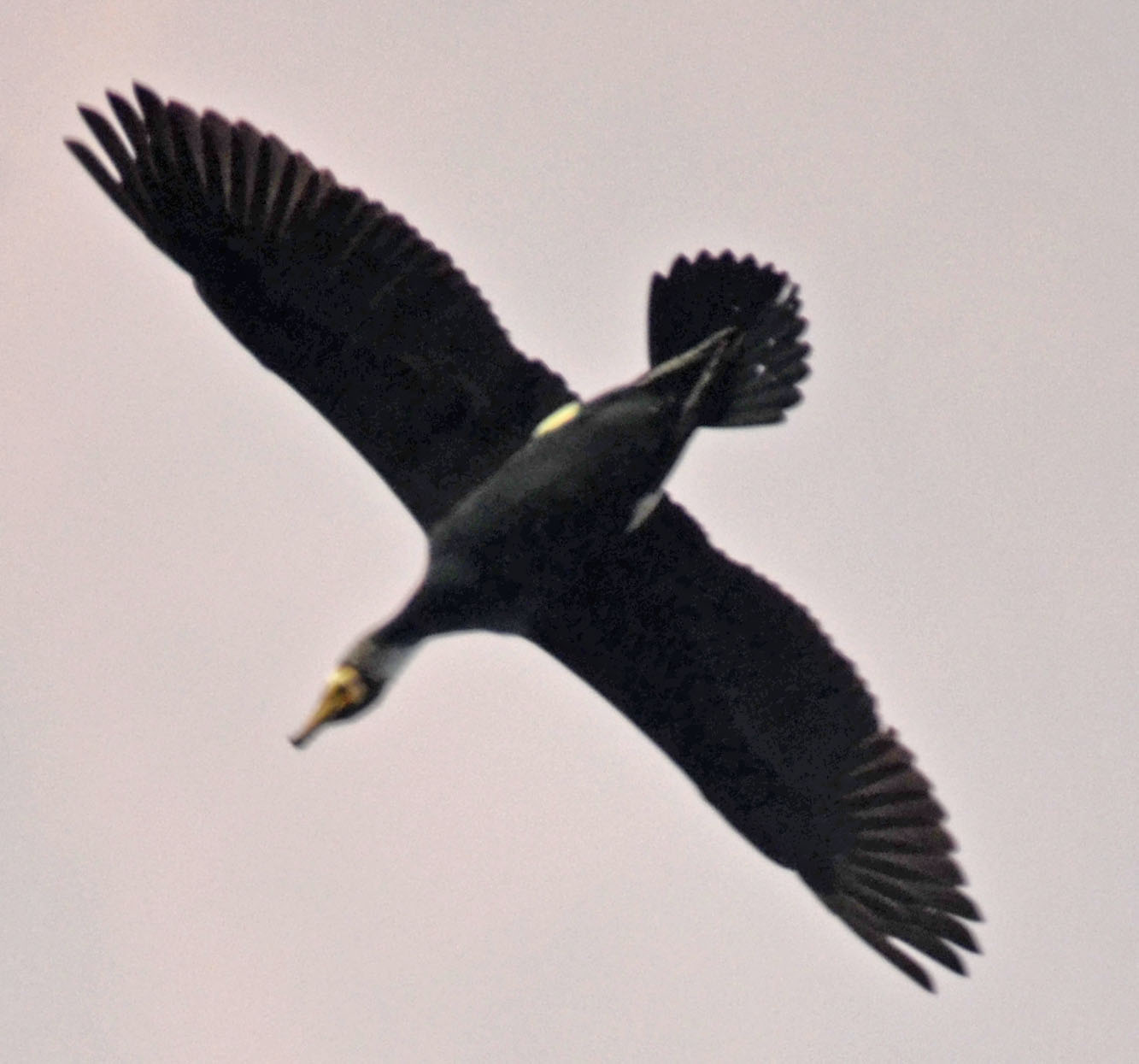
Adulte qui présente sur les cuisses la tache blanche du plumage nuptial, mais sa tête n'a pas encore blanchi.

## Description

### Mensurations
Cet oiseau a une taille moyenne de 90 cm (84 à 98 cm) pour 150 cm d'envergure en moyenne (de 130 à 160 cm) et un poids de 2 à 3,7 kg,.

### Plumage
Le mâle est en moyenne plus corpulent que la femelle et son bec plus large.
Le plumage du Grand Cormoran adulte est généralement entièrement noir, mais certaines sous-espèces, parfois considérées comme des espèces distinctes, ont la gorge blanche (maroccanus) ou la gorge et la poitrine blanches (lucidus), à l'exception de taches blanches plus ou moins étendues sur les joues et la gorge des adultes et des reflets bleus dans le plumage noir, ou vert-bronze au niveau du dos et des ailes. Lors de la période de reproduction apparait de plus une tache blanche au sommet de chaque cuisse. Certaines sous-espèces peuvent aussi avoir lors de cette période des plumes blanches sur le cou. Phalacrocorax carbo sinensis présente, à cette époque de l'année, une nuque blanche.
Le bec de ce cormoran est de couleur blanc-crème ou gris clair ; il comporte une large tache jaune à la commissure des lèvres ce qui le distingue, outre sa plus grande corpulence, des autres espèces. Les yeux sont verts et les pattes palmées sont noires.
Les juvéniles ont un plumage plus clair, avec le dos brunâtre et le ventre et la poitrine blancs.

### Caractéristiques anatomiques
Le Grand cormoran est souvent cité pour avoir comme caractéristique anatomique l'absence de glande uropygienne (anciennement réputée pour assurer l'imperméabilité des plumes, ce qui est actuellement controversé). Cette spécificité serait liée à la nécessité de plonger pour pêcher et l'avantage que procure un plumage non imperméable dans ce cas. Pourtant, les cormorans possèdent bien une telle glande. Leur plumage est effectivement imperméable mais la structure des plumes est spéciale avec une base imperméable et une extrémité mouillable. Les plumes se gorgent bien d'eau et lui permettent de plonger, mais il subsiste une fine couche d'air qui assure l'imperméabilité du plumage.

### Espèces ressemblantes
Le Grand cormoran juvénile peut être confondu avec le plongeon huard en plumage d'hiver, mais ce dernier a le cou nettement plus court et le bec en forme de poignard.
Le Cormoran huppé est de plus petite corpulence que le Grand cormoran et a le front moins plat et orné d'une courte huppe.

## Comportement

### Locomotion
Le Grand cormoran vole la tête tendue, avec le cou légèrement coudé. Son vol puissant, aux battements d'ailes réguliers, peut alterner avec de longs planés.
Le Grand cormoran est un bon plongeur ; il préfère pêcher dans les eaux peu profonde mais il peut plonger jusqu'à 10 mètres de profondeur pour capturer sa proie. Il nage rapidement sous l'eau et peut tenir une minute en plongée.
Lorsqu'il plonge, l'eau mouille la périphérie de son plumage et leste l'oiseau lui permettant d'aller plus en profondeur pour attraper des poissons. De plus, le grand cormoran a l'étrange habitude de nager non pas sur l'eau mais le corps à moitié voire complètement sous l'eau, un peu comme un sous-marin dont le périscope sortirait en surface (cf. paragraphe "Photos et vidéos").
Une fois sorti de l'eau, perché ou au sol, il passe parfois des heures à se sécher, ailes et queue déployées (on parle de position en étendard). Ce comportement pourrait également avoir un rôle social et un rôle dans la digestion.

### Alimentation
Le grand cormoran se nourrit principalement de poissons vivants qu'il pêche en plongeant par intermittence, entre deux parcours à la nage, dans des eaux à faible courant ou stagnantes. Bien que la plupart de ses proies ne dépasse pas 20 cm, il est capable de capturer des poissons d'un kilogramme et demi. Il peut aussi consommer des crustacés, amphibiens, mollusques ainsi que de petits oiseaux au nid.
- Chasse du Grand Cormoran à Odessa.

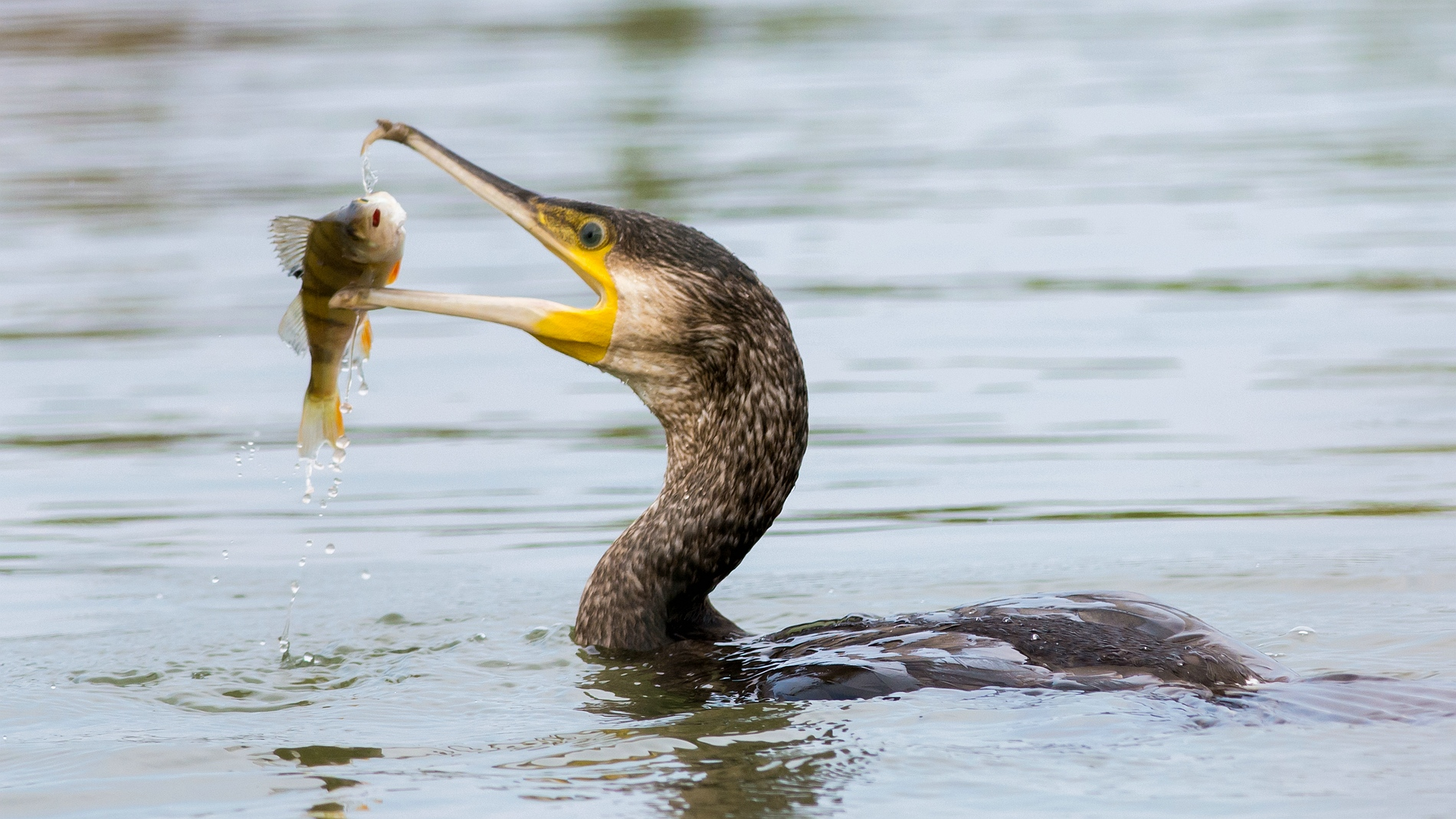
Grand cormoran en train de manger une perche.
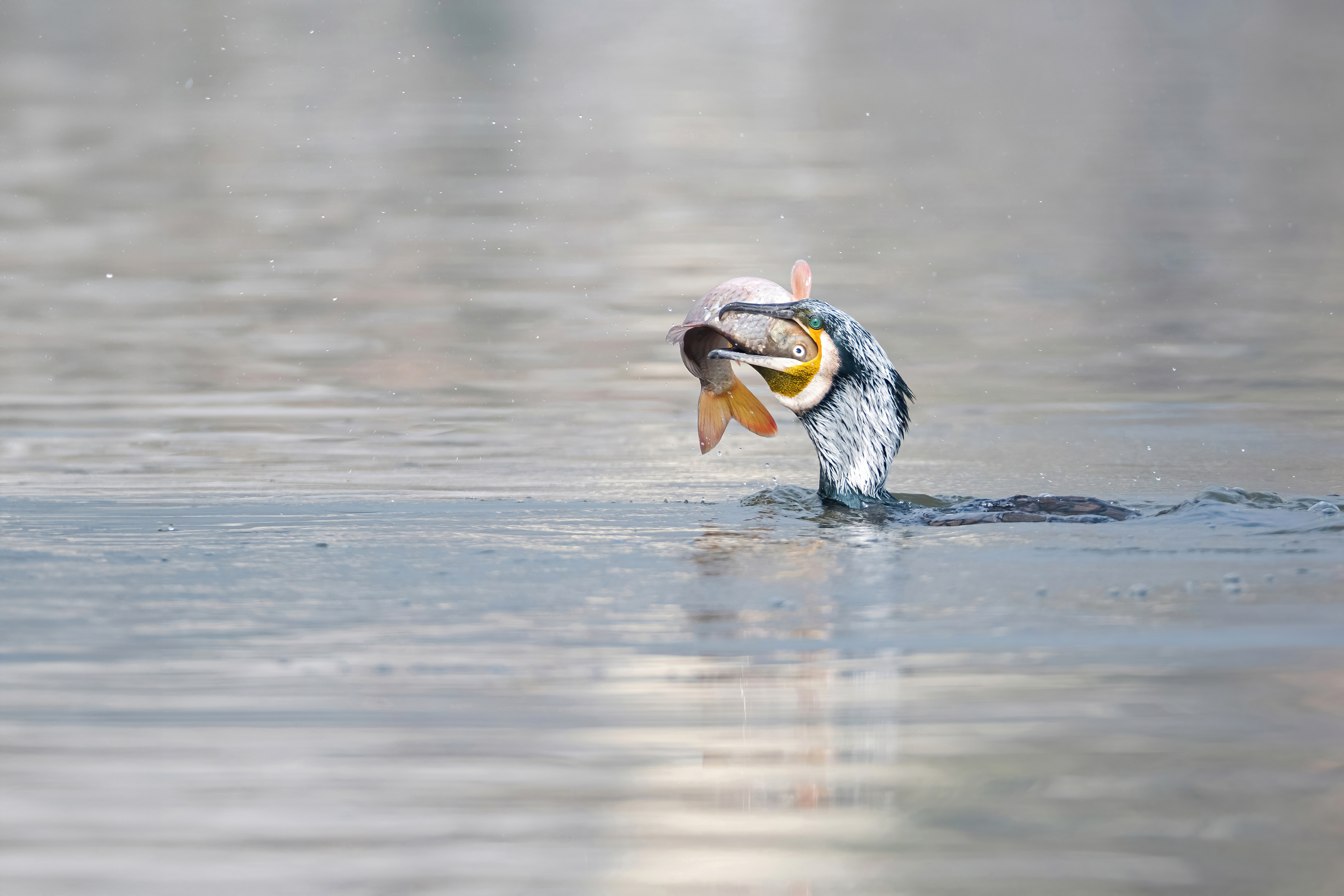
Un grand cormoran avalant un poisson dans le lac Taudaha au Népal.

Le grand cormoran plonge sous l'eau depuis la surface pour capturer ses proies, qui vivent généralement sur le fond, même s'il lui arrive de pêcher des poissons de banc en zone plus profonde. Ses pattes sont largement palmées et ses yeux sont équipés de cristallins suffisamment déformables pour s'adapter à la vision sous l'eau. Les proies les plus volumineuses sont remontées en surface avant d'être avalées.

### Vocalisation
Cet oiseau, généralement silencieux, se manifeste parfois sur les lieux de nidification ou lorsqu'il est sur son perchoir,. Son cri guttural est un peu glougloutant ("gra-gra").

### Comportement social
Le Grand cormoran est un oiseau sociable. Il se nourrit généralement en solitaire, mais peut former des groupes sur les zones particulièrement poissonneuses. Les individus ont tendance à se percher et à voler en communauté. Lors de la saison de nidification, leur comportement devient grégaire ; les colonies de Grands cormorans sont souvent associées à d'autres espèces de cormorans ou à divers Laridae.

### Reproduction

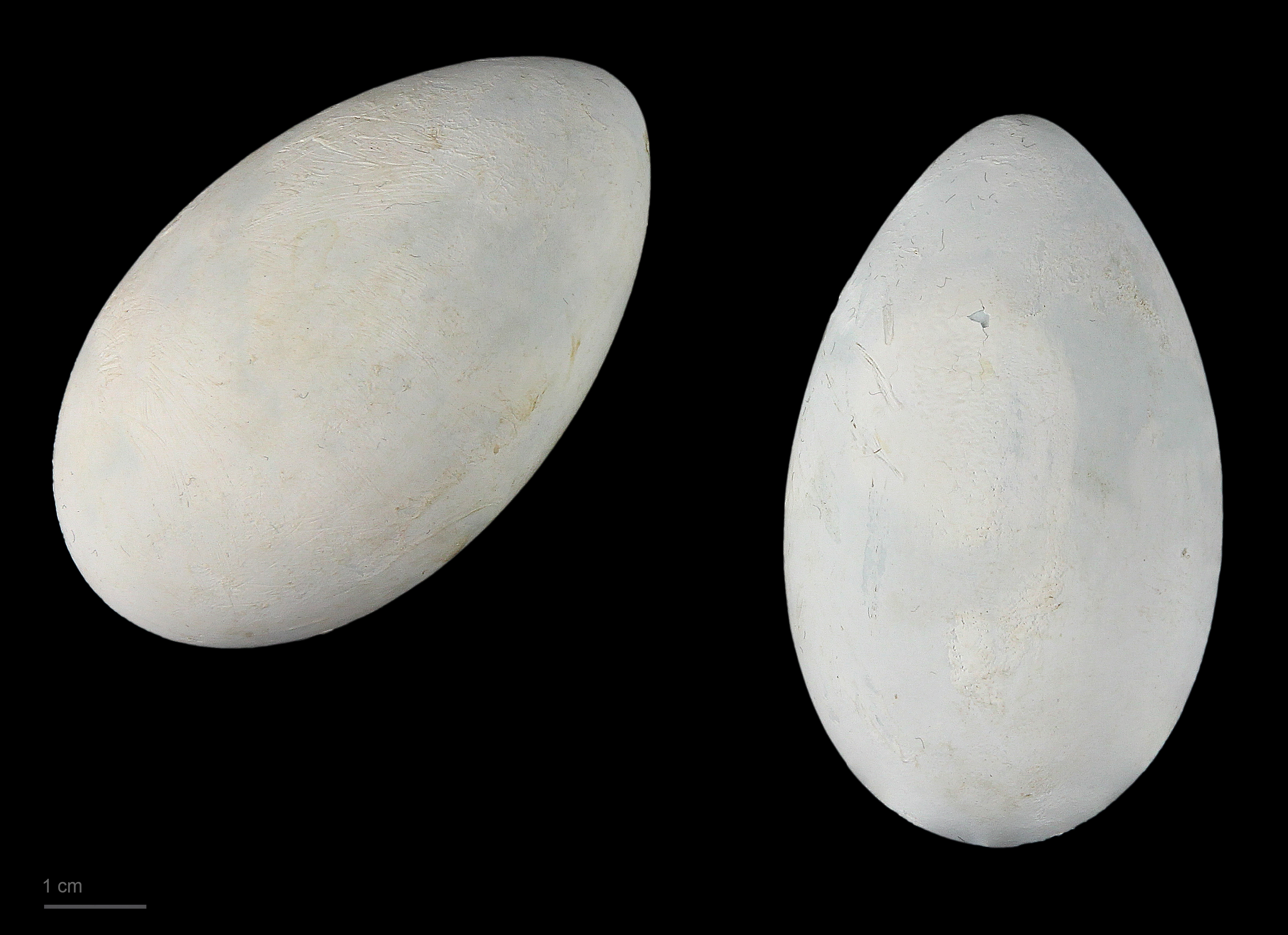
Œufs de Phalacrocorax carbo au MHNT.

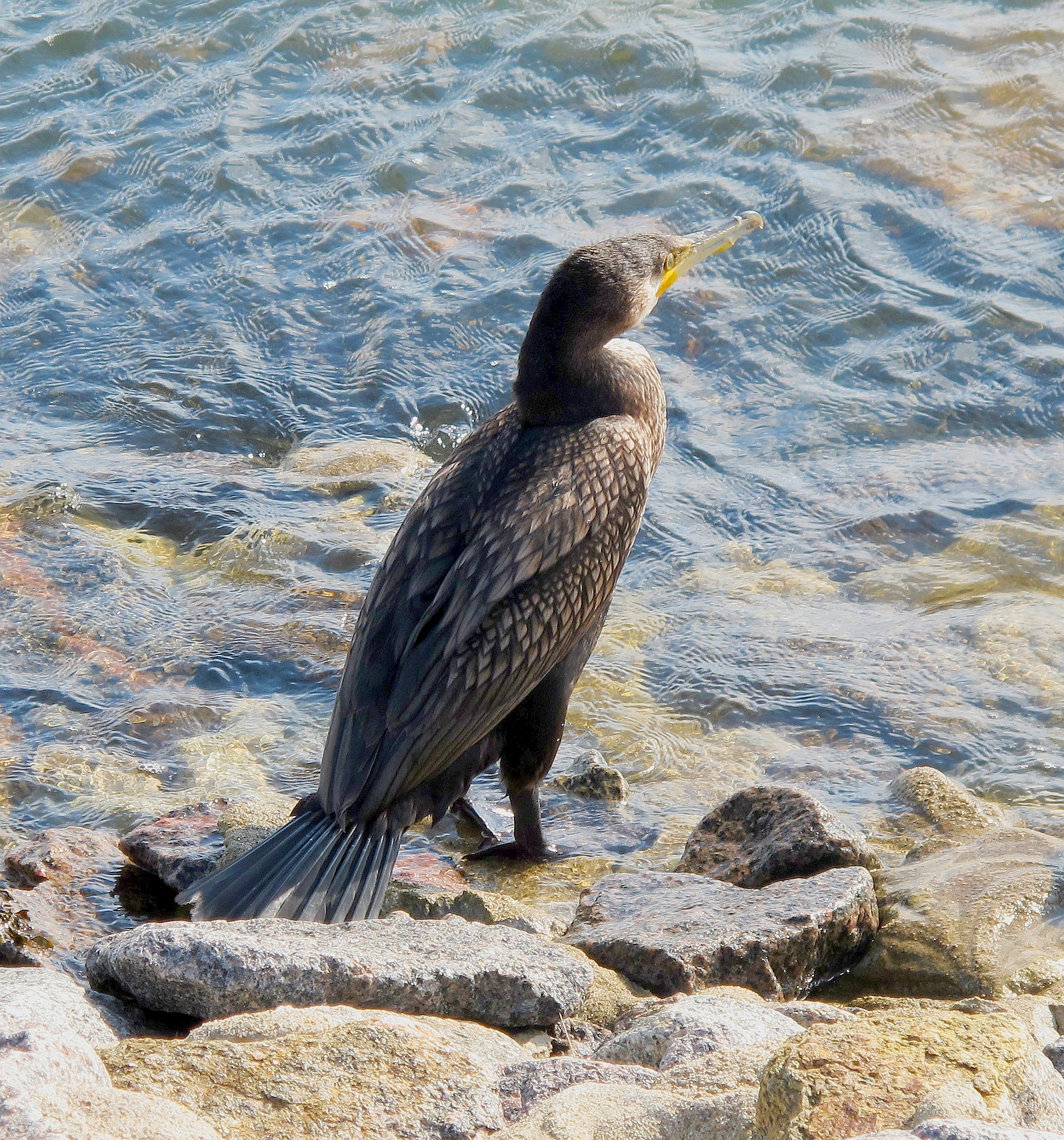
Grand Cormoran juvénile.

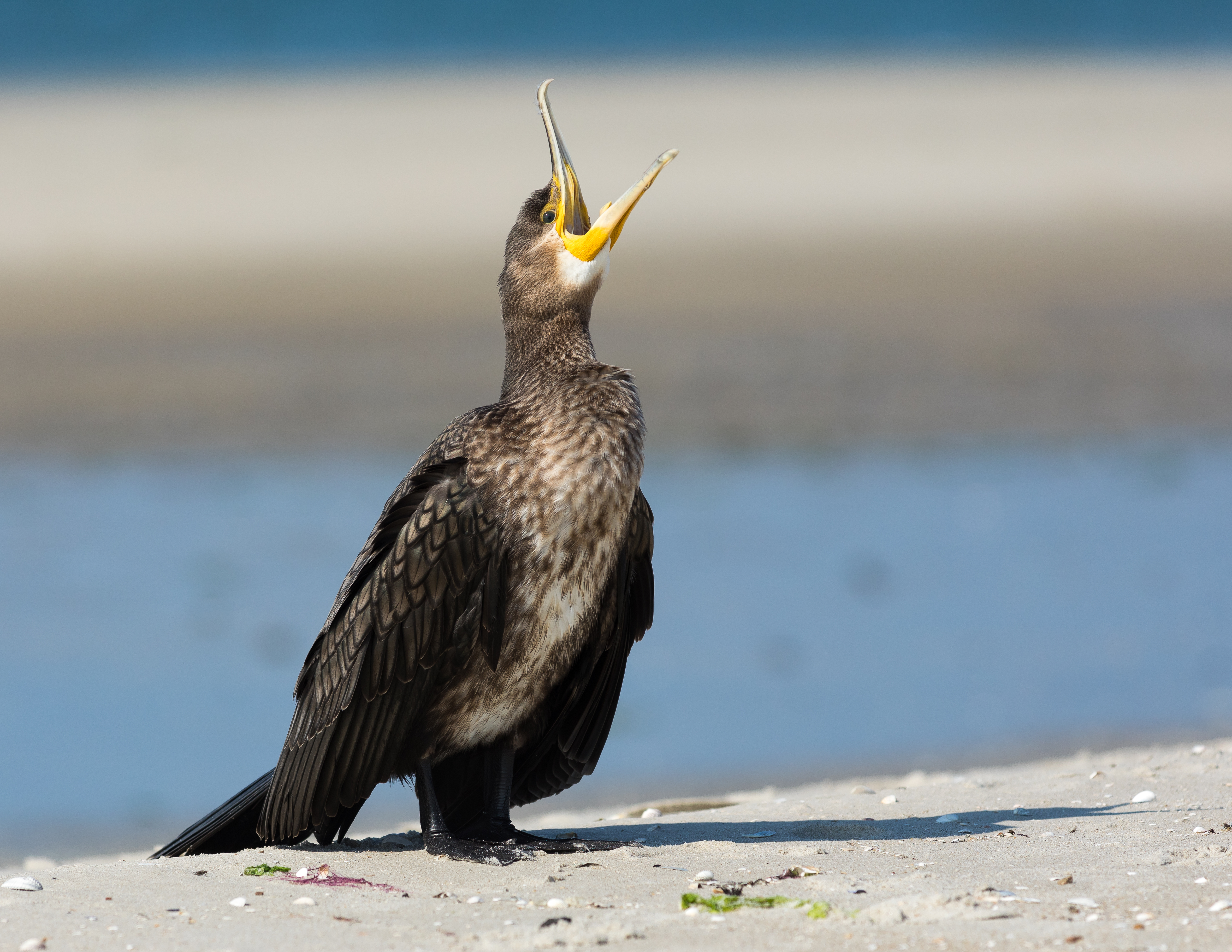
Jeune Grand Cormoran à Amrum (Allemagne).

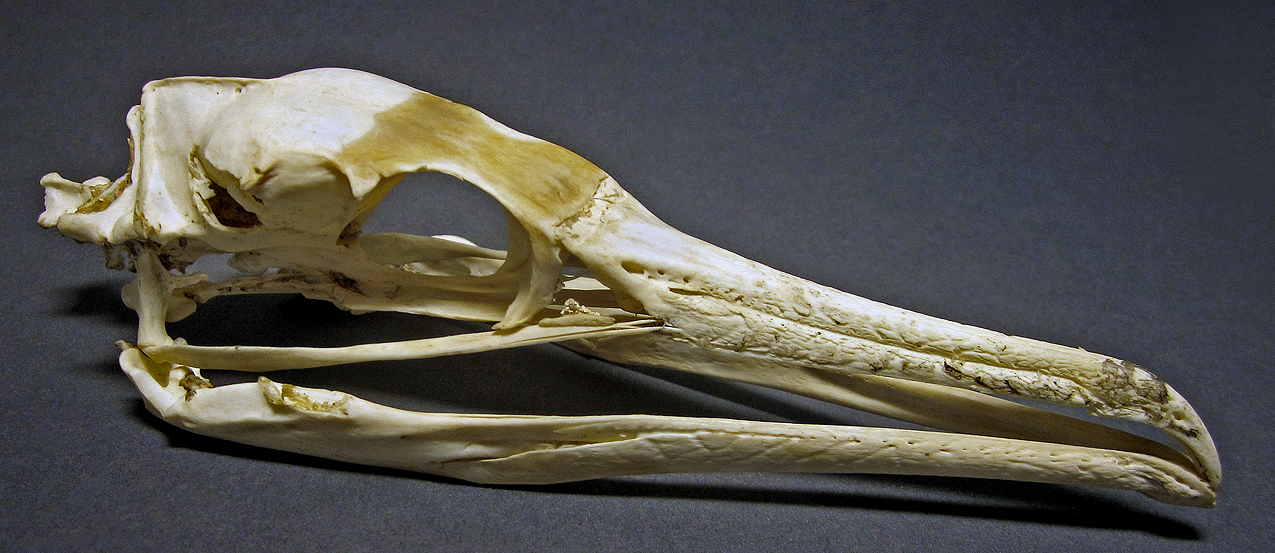
Crâne de Grand Cormoran.

La saison de nidification varie selon la localisation géographique : elle peut avoir lieu à n'importe quel moment de l'année, ou coïncider avec la saison des pluies (régions tropicales), ou culminer lors du printemps/début de l'été (d'avril à juin dans l'hémisphère Nord). Le Grand cormoran forme des colonies lors de la nidification, pouvant réunir de 10 à 500 couples, voire un millier ; les dimensions de la colonie dépendent des ressources en nourriture. Le nid est généralement un amas de branchages, installé en hauteur sur un grand arbre ou sur des rochers. Ce nid peut être agrémenté d'algues, d'herbe et de plumes. Le Grand cormoran est habituellement fidèle au site de nidification et au nid qu'il a utilisé l'année précédente.
La ponte comprend en moyenne 3 ou 4 œufs (en fait de 1 à 7) de couleur blanche teintée de bleu-vert. Les dimensions de l'œuf sont de 6,5 x 4 cm en moyenne pour une masse de 58 g.
L'incubation, qui dure de 28 à 31 jours, et l'alimentation des petits sont assurés par les deux parents. Les petits, nidicoles et nus à la naissance, pèsent moins de 50 g ; ils ont la peau noire. Les petits quittent le nid 48 à 52 jours après l'éclosion, mais restent dépendants des parents pendant encore 3 semaines après leur envol.
La survie des juvéniles est de 58 % sur la première année. La maturité sexuelle est atteinte à l'âge de 3 ou 4 ans et la longévité est de 11 ans en moyenne chez cette espèce, mais les individus atteignent couramment 15 voire 20 ans. Le record de longévité européen a été déterminé grâce à une bague trouvée sur un individu trouvé mort : 23 ans et 6 mois.

## Répartition et habitat

### Habitat

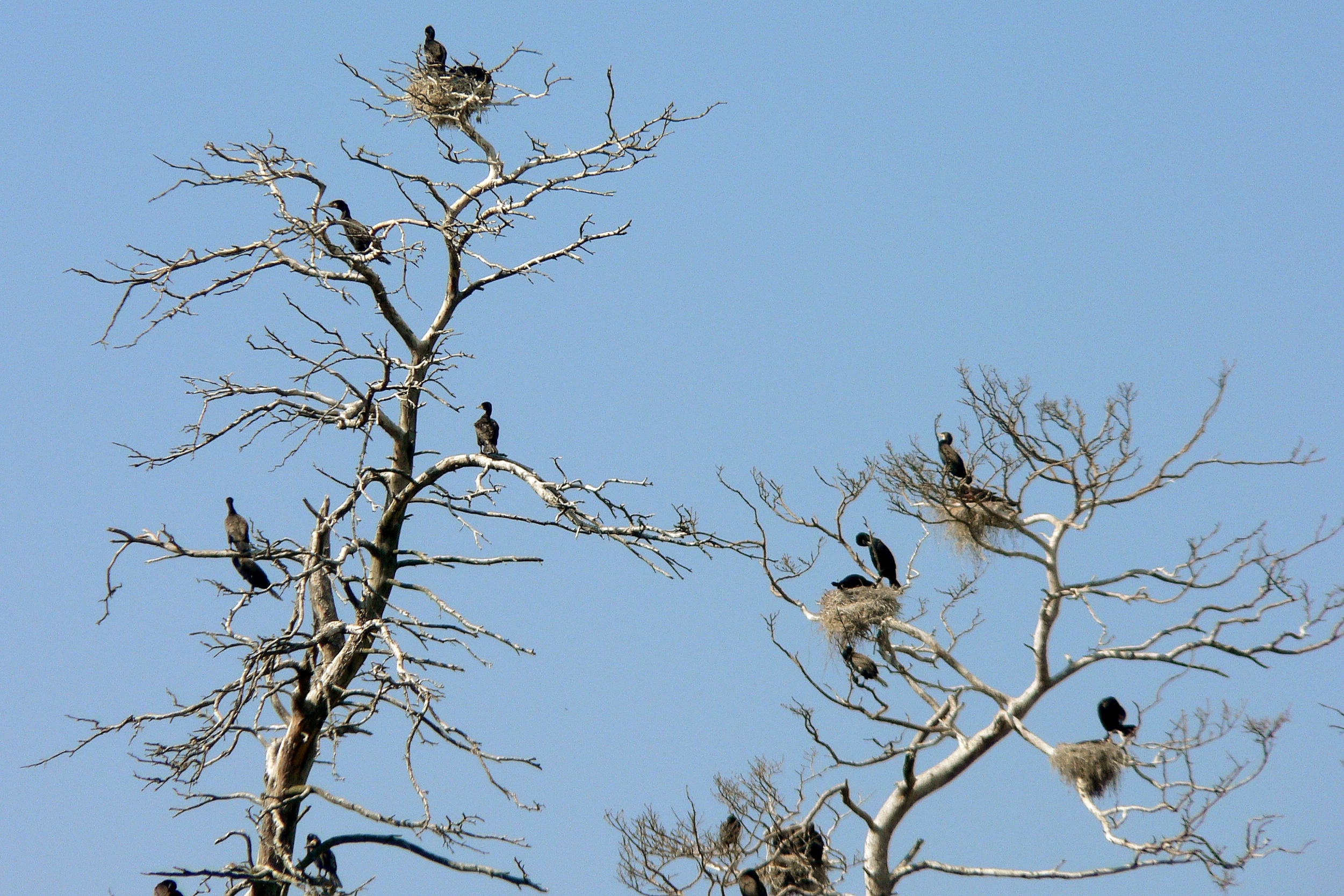
Colonie de grands cormorans au Juodkrantė (Lituanie) et dégâts infligés aux arbres où ils nichent.

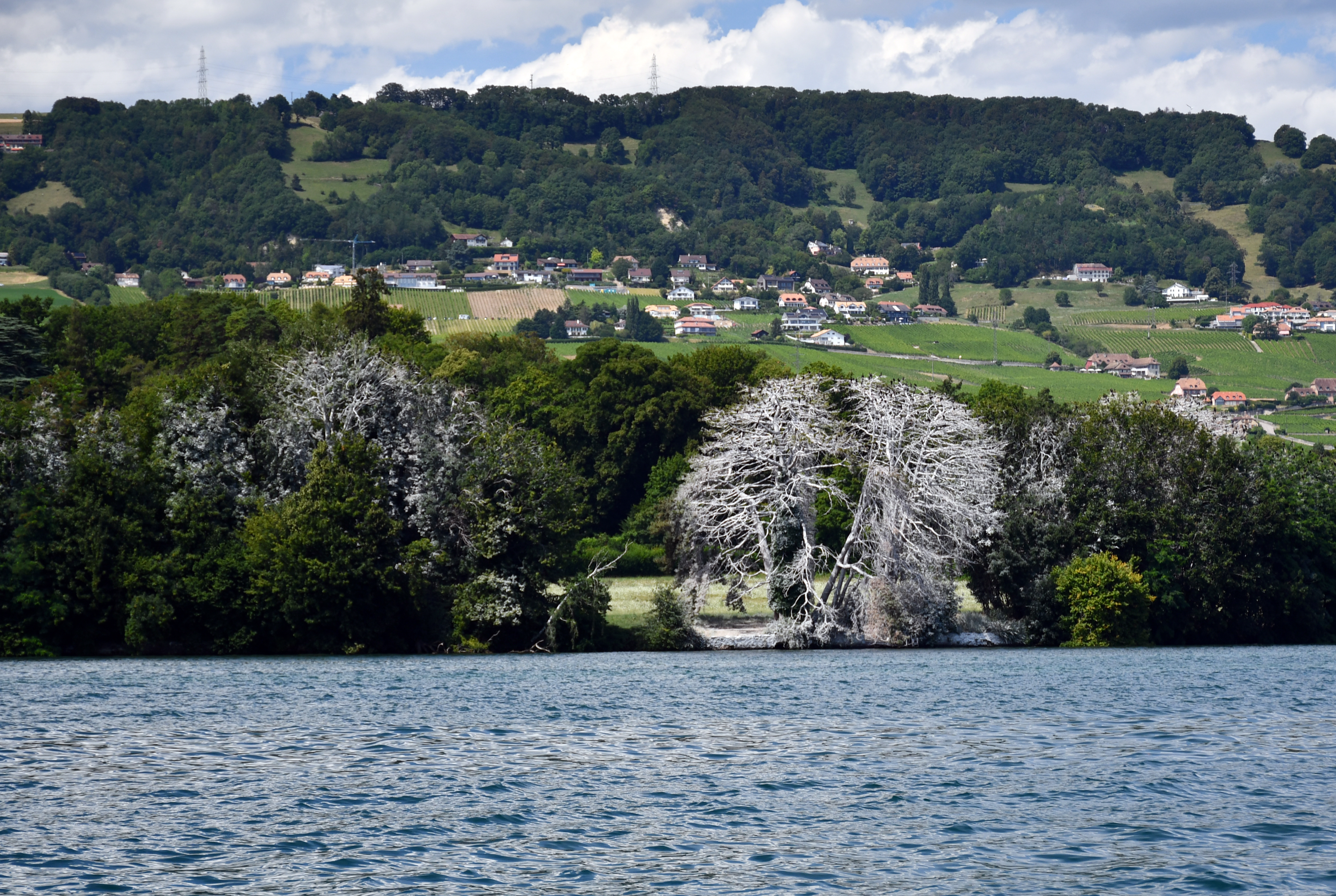
Arbres corrodés par des fientes de grand cormoran au bord du lac Léman, en Suisse.

Le Grand cormoran vit près de plans d'eau douce, saumâtre ou salée, riches en poissons, mais présentant un courant faible ou nul ; il évite généralement les plans d'eau trop petits ou aux eaux trop profondes. Ce peut être un estuaire, un delta, une mangrove, une baie abritée, un lac, un étang, voire un canal ou un port, port d'eau douce ou une marina. Quand il ne pêche pas, il se perche très souvent sur un support en hauteur, où il se fait également sécher. Quand un même bosquet d'arbres sert chaque année à la fois de perchoir, dortoir et lieu de nidification constant à une colonie de cormorans (en bordure de marais souvent), leurs feuilles sont corrodées par les fientes de ces oiseaux.

### Répartition
Il vit sur une très large aire de distribution (Europe, Asie, Océanie, Afrique, et une frange est de l'Amérique du Nord). Les populations sont concentrées dans les zones où les conditions sont favorables à l'espèce et l'aire de répartition est donc discontinue. Cette aire s'étend entre 74°N et 47°S.

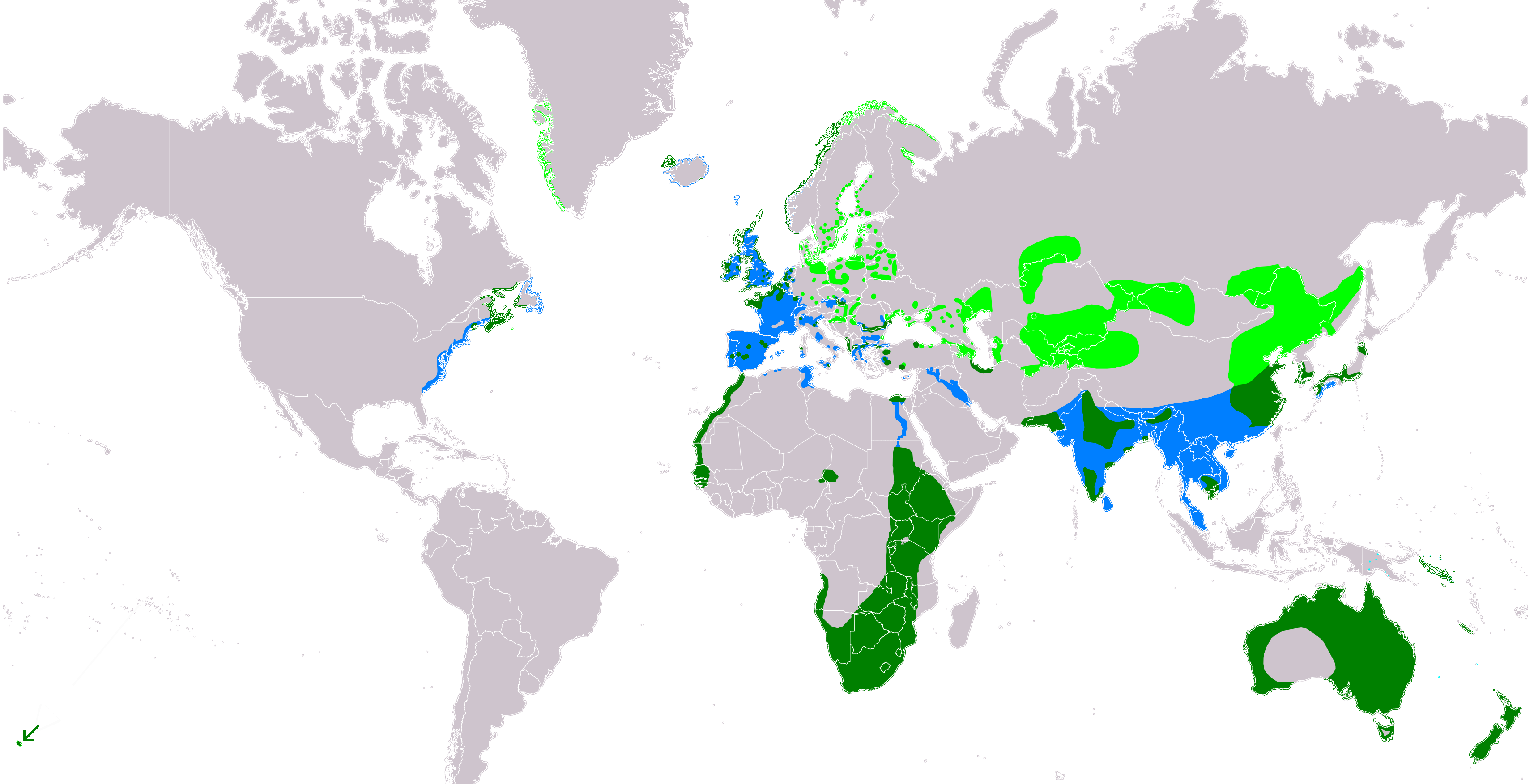
Répartition du grand cormoran.

Cette espèce peut être sédentaire, partiellement migratrice ou migratrice selon les populations considérées. Seules les populations les plus septentrionales migrent ; toutes les autres sont sédentaires ou se dispersent en dehors de la saison de reproduction. Les populations migratrices réalisent des mouvements migratoires variables : par exemple, les individus de la sous-espèce Phalacrocorax carbo sinensis vivant en Europe centrale migrent vers la Méditerranée jusqu'au Golfe Persique. Les oiseaux Phalacrocorax carbo carbo européens ne font guère que se disperser en hiver, gagnant souvent la côte (mais de nombreux individus restent dans les terres en Irlande) alors que les populations américaines de cette même sous-espèce (Canada, Groenland, Maine aux États-Unis) migrent vers le sud, certains individus allant jusqu'au New-Jersey, en Caroline du Nord ou du Sud, voire en Floride. Les oiseaux marocains migrent peut-être vers le sud en dehors de la période de reproduction. Les populations australiennes se dispersent en fonction des inondations ou des sécheresses.
En complément de la carte proposée ci-dessus, notons que l'espèce est également présente, même si vraisemblablement moins fréquemment observée, en Afrique de l'Ouest, le long du Golfe de Guinée. Elle a en effet été observée en Côte d'Ivoire, au Libéria, au Bénin, au Nigéria, et en Guinée Conakry ; mais également en Gambie, au Gabon ou au Sénégal pour la sous espèce P. c. lucidus.

### Population mondiale et européenne

#### Population européenne
La population européenne est estimée entre 310 000 et 370 000 couples par BirdLife International. Cette estimation, qui considère tout le continent européen, inclut la Russie (entre 35 000 et 60 000 couples) et l'Ukraine (de 65 000 à 75 000 couples). Il y aurait de plus une quarantaine de milliers de couples au Danemark, et une vingtaine de milliers en Roumanie, aux Pays-Bas, en Suède et en Norvège. Les autres pays présentent des populations variables ; celle de la France est de 3 350 couples en 1998, 4929 en 2003 et 6444 en 2006, 7213 en 2009, 8683 en 2012.
Toutes ces populations sont en accroissement depuis le milieu des années 1980.

#### Population mondiale
L'UICN estime qu'il y aurait entre 1 et 1,6 million de Grands cormorans dans le monde, sur une aire de répartition de 10 millions de km².

## Systématique

### Étymologie
Le terme Phalacrocorax vient de la juxtaposition de deux termes grecs (Phalakros, chauve et korax, le corbeau). Le terme carbo (le charbon en latin) fait allusion à la couleur noire de cet oiseau. Le mot cormoran a pour origine deux mots du vieux français, corp (le corbeau) et (marenc) de mer, ce qui a donné cormareng au XIIe siècle, puis cormaran au XIIIe siècle.

### Taxinomie
Selon le site avibase, l'espèce Phalacrocorax carbo a été divisée en deux espèces distinctes :
- Phalacrocorax carbo : le Grand cormoran sensu stricto ;
- Phalacrocorax lucidus : le Cormoran à poitrine blanche.

D'après la classification de référence (version 14.1, 2024) de l'Union internationale des ornithologues, le Grand Cormoran  possède 5 sous-espèces (ordre philogénique) :
- Phalacrocorax carbo carbo (Linnaeus, 1758) ;
- Phalacrocorax carbo sinensis (Staunton, 1796) ;
- Phalacrocorax carbo hanedae Kuroda, Nm, 1925 ;
- Phalacrocorax carbo maroccanus Hartert, EJO, 1906 ;
- Phalacrocorax carbo novaehollandiae Stephens, 1826.

P. c. carbo inclut P. c. norvegicus et P. c. novaehollandiae inclut P. c. steadi.
Selon le site du GROMS, il existerait 14 populations réparties en 8 sous-espèces :
- Phalacrocorax carbo carbo : Amérique du Nord + Nord-ouest de l'Europe ;
- Phalacrocorax carbo carboides : Australie ;
- Phalacrocorax carbo hanedae : Japon ;
- Phalacrocorax carbo lucidus : Ouest, Est et Sud de l'Afrique ;
- Phalacrocorax carbo maroccanus : Sud du Maroc ;
- Phalacrocorax carbo novaehollandiae : Australie, Tasmanie, Nouvelle-Zélande, Îles Chatham ;
- Phalacrocorax carbo sinensis : Nord et Centre de l'Europe, mer Noire et Méditerranée, Sud-ouest, Sud, Sud-Est et Est de l'Asie ;
- Phalacrocorax carbo steadi : Nouvelle-Zélande.

## Le grand cormoran et l'être humain

### Menaces
Cette espèce a longtemps été persécutée en raison de sa consommation de poissons (en pisciculture et étangs de pêche notamment) et parfois pour les dégâts qu'il inflige localement aux arbres lui servant de perchoir ou dortoir. Il fait encore l'objet de tir de régulation dans certains pays.
En Europe, le retour ou parfois la prolifération des cormorans dans certaines zones humides s'est traduite dans la plupart des pays d'Europe[réf. nécessaire] par des autorisations de régulation (par tir) visant à réguler les populations et diminuer les dégâts faits sur certaines piscicultures. Localement des dispositifs visant à le noyer ou l'empoisonner ont été utilisés.
Comme tous les oiseaux, cette espèce est susceptible de contracter la grippe aviaire ou la maladie de Newcastle.
Elle est de plus victime de la chasse et parfois de champs d'éoliennes en zone côtière. L'espèce a autrefois été considérée comme gibier dans certaines régions d'Europe et l'est encore en Iran où il est vendu comme tel.
Dans le cadre d'une résolution (2010) promouvant une aquaculture biologique et durable, à la demande d'aquaculteurs, le parlement européen a proposé à la commission européenne un plan européen de gestion des cormorans. Le parlement, considérant que les dégâts provoqués par les cormorans à certaines piscicultures traditionnelles « demande à la Commission de prendre les mesures demandées par le Parlement européen dans sa résolution du 4 décembre 2008, notamment en ce qui concerne la mise en place d'un plan de gestion des cormorans en plusieurs étapes, coordonné à l'échelle européenne, et la collecte de données scientifiques sur la taille des populations de cormorans; demande à la Commission de proposer une législation détaillée à cet égard »;
Un arrêté émis par le gouvernement français en 2019 prévoit d'autoriser l'abattage de 150 000 grands cormorans sur trois ans.

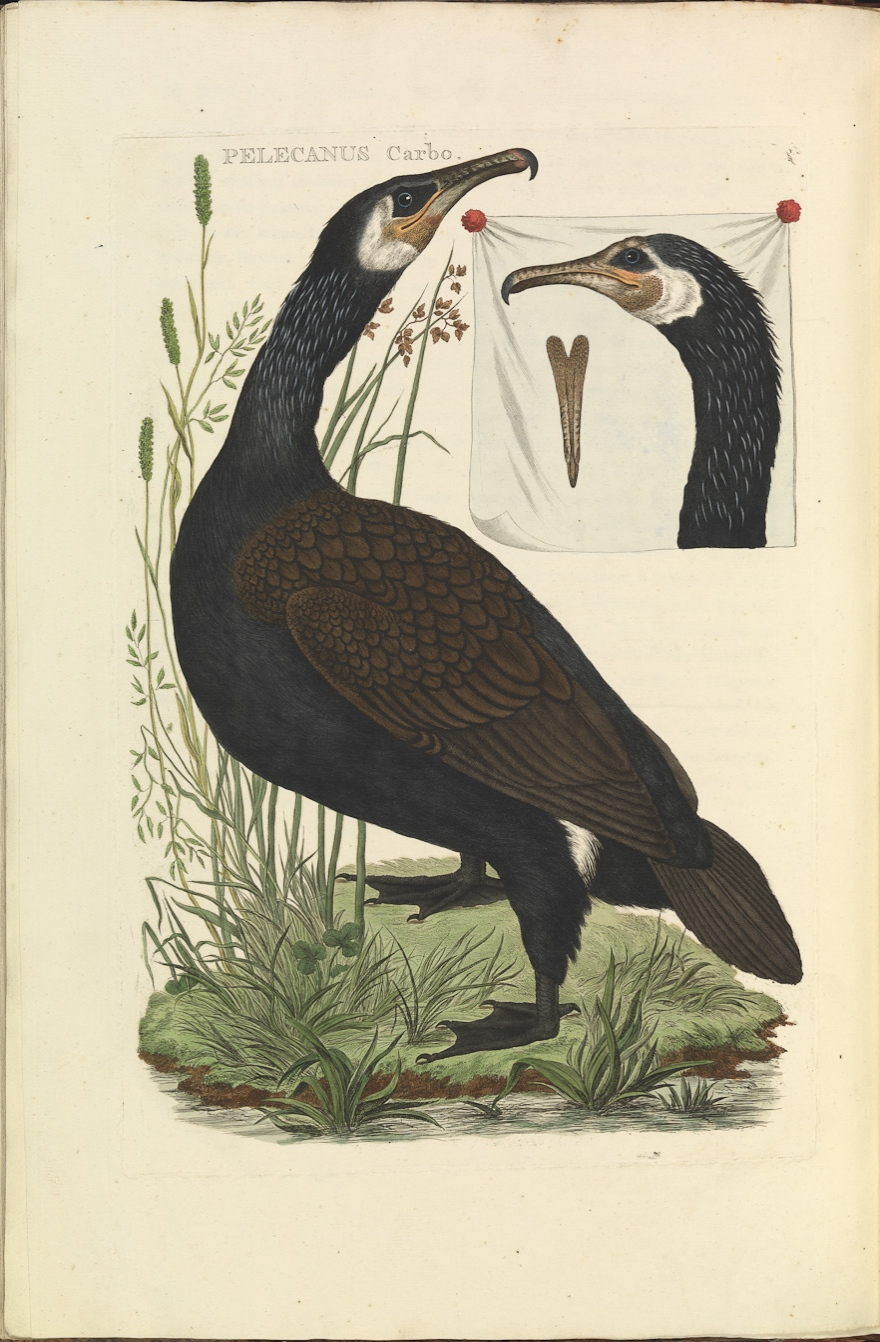
Grand Cormoran dans Nederlandsche vogelen par Nozeman & Sepp (1770).

### Protection
Considéré, en Europe, comme une espèce menacée dans les années 1970, la sous-espèce continentale du grand Cormoran (Phalacrocorax carbo sinensis), ainsi que la sous-espèce marine (Phalacrocorax carbo carbo) ont été protégées dans tout l'espace européen par la Directive oiseaux de 1979 puis au titre du régime général de protection de toutes les espèces d’oiseaux visées à l’article 1er de la directive 2009/147/CE du 30 novembre 2009 concernant la conservation des oiseaux sauvages.
Sa protection a permis, depuis le milieu des années 1980 son retour dans des régions d'où il avait disparu, et la remontée des effectifs européens à partir des pays où l'espèce s'était maintenue (essentiellement Danemark et Pays-Bas).
On assiste dans les années 1990 à 2000 à une expansion des zones de nidification en Europe du Nord : Danemark et Pays-Bas, mais aussi Allemagne, Pologne et Suède.

## État des populations
BirdLife International a classé cette espèce en catégorie « sécurisée » depuis 1994, et l'UICN en catégorie LC (préoccupation mineure) depuis 1988 du fait de sa population importante, de sa très grande aire de répartition et de sa tendance à l'augmentation d'effectif,.
L'AEWA considère les populations eurasiennes et du centre et de l'est de l'Afrique comme sécurisées (catégorie C), mais a classé les populations de la côte ouest de l'Afrique en catégorie B1 (populations très vulnérables) et celles du sud de l'Afrique en catégorie A2 (populations menacées). Il est notable que ces populations soient de la sous-espèce Phalacrocorax carbo lucidus, considérée par certains auteurs comme une espèce séparée de Phalacrocorax carbo.

## Dérogations aux règles de protection
À la demande d'organisations de représentants de pisciculteurs et de pêcheurs, des autorisations de tirs de régulation ont été accordées dans plusieurs pays pour protéger les piscicultures ou des espèces protégées de poissons vivant en eaux libres et qui seraient menacées par une pression de prédation jugée excessive.
Ainsi, en France, le cormoran est protégé, mais le Code de l'environnement  permet, à certaines conditions de déroger à l’interdiction de sa destruction pour prévenir :
- « des dommages importants aux piscicultures en étang ou la dégradation de la conservation des habitats naturels que ces dernières peuvent contribuer à entretenir » ;
- « les risques présentés par la prédation du grand cormoran pour les espèces de poissons protégées ainsi que pour celles pour lesquelles des indications suffisantes permettent d’établir que l’état de conservation de leur population est défavorable ».

Ces dérogations sont cadrées par la loi, autorisées annuellement par les préfets de départements, qui doivent chaque année communiquer le bilan des interventions de l'année précédente et les besoins estimés de dérogation pour l’année à venir. Des quotas départementaux leur sont octroyés, qui doivent tenir compte de l'évolution constatée de la population de cormorans (notamment établie d'après les études de dynamique des populations de grands cormorans hivernants et nicheurs. Dans le cadre de la simplification administrative un arrêté fixant les quotas pour trois ans au lieu d'un a été proposée et approuvée par les préfets de département et le comité national « cormoran » en mars 2016. Les quotas sont fixés pour 2016-2019 le sont d'après un plafond national décliné en « plafonds départementaux ». Le quota attribué par département différentie les demandes pour la pisciculture et pour les « eaux libres ». Une « évaluation nationale de la situation biologique des cormorans nicheurs et des cormorans hivernants » doit être mise à jour tous les trois ans, qui débouchera selon ses résultats sur une révision des quotas et de l’arrêté. Pour ne pas aggraver le phénomène de saturnisme aviaire les cormorans "régulés" doivent être tirés avec des cartouches sans plomb (obligatoires en France dans les zones humides ou pour les tirs vers des zones humides).
En septembre 2022, un arrêté ministériel réduit le nombre de tirs de régulation autorisés et les restreint aux seules zones piscicoles en France. La décision fait suite à plusieurs annulations judiciaires obtenues par la Ligue de protection des oiseaux et a été confirmée par le conseil d'état le 10 novembre 2022, selon lequel le faible impact des cormorans sur les espèces aquatiques protégées ne justifie pas la régulation en eaux libres,.

### Le grand cormoran dans la culture
Les Bretons disent du Grand cormoran en plumage nuptial qu'il porte sa montre sur le côté, faisant ainsi allusion à la tache blanche sur le haut de la cuisse.
La pêche au cormoran, autrefois répandue en Chine, se perpétue surtout à des fins touristiques ou récréatives.
Cette espèce a été représentée sur des timbres émis par de très nombreux états,: Afghanistan (1989), Åland (2005), Algérie (1998), Autriche (1953), Biélorussie (1996), Burundi (2004), Canada (2003), Croatie (1995), Gambie (1999 et 2004), Allemagne de l'Est (1959), Grande-Bretagne (2008), Hongrie (1959), Islande (1996), Île de Man (1983 et 1989), Japon (1959), Jersey (1999), Laos (1990), Liberia (1999), Malaisie (2006), Maldives (1985 et 2000), Mauritanie (1987), Monaco (1955), Pays-Bas (2005), Pologne (1960), Qatar (1971 et 1976), Sierra Leone (2000), Saint-Pierre-et-Miquelon (1997), Tuvalu (2000) et Ukraine (1999 et 2002).

## Galerie

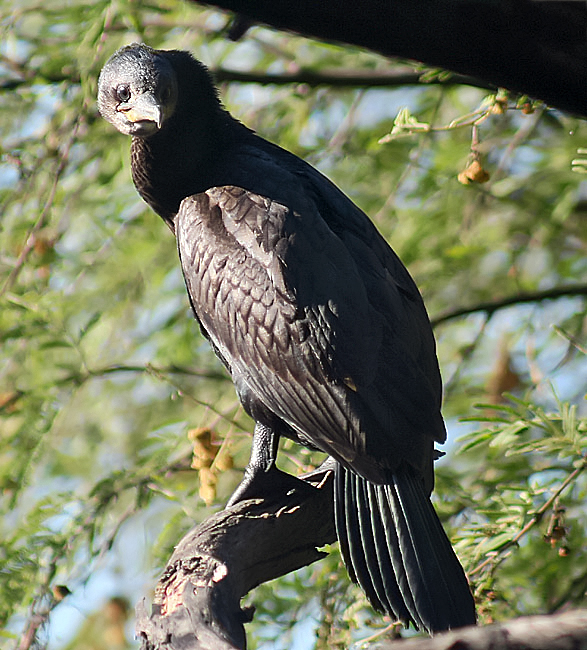
Sauvage à Bharatpur, Rajasthan en Inde.
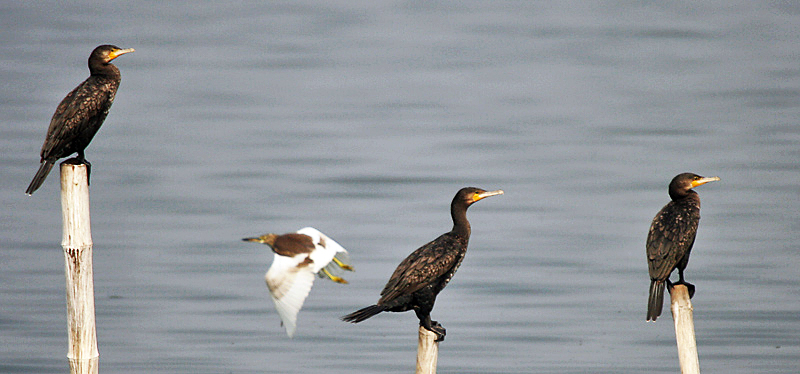
À Kolkata au Bengale-Occidental en Inde.
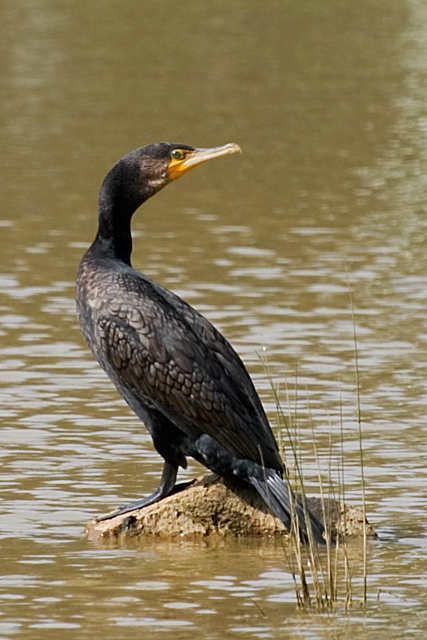
Megalong Valley, Nouvelle-Galles du Sud en  Australie
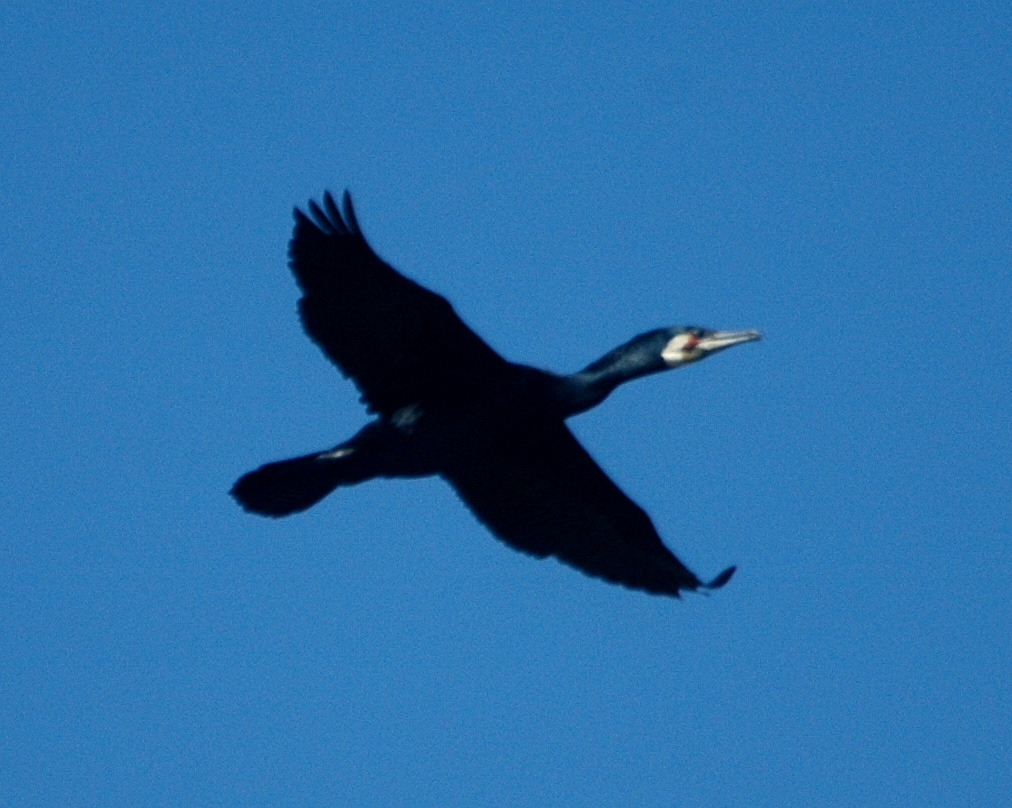
En vol, plumage d'élevage, Sud-Ouest du Queensland, en Australie
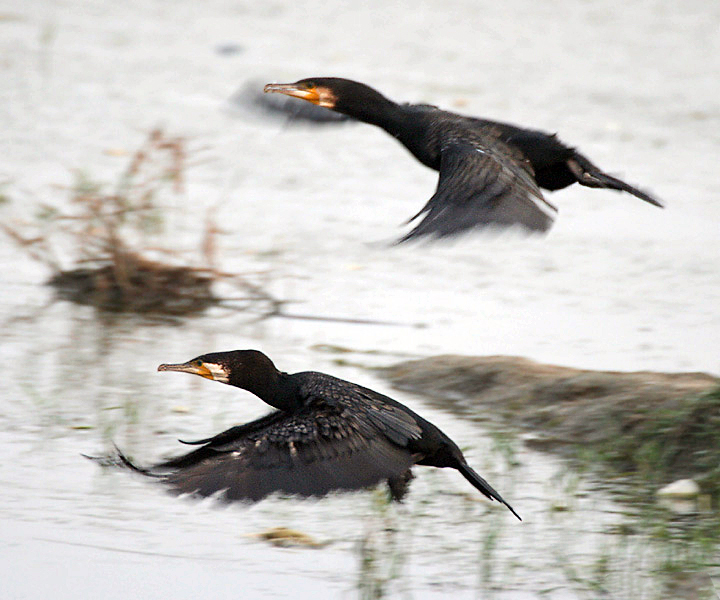
Près d'Hodal au Faridabad District de Haryana, en Inde.
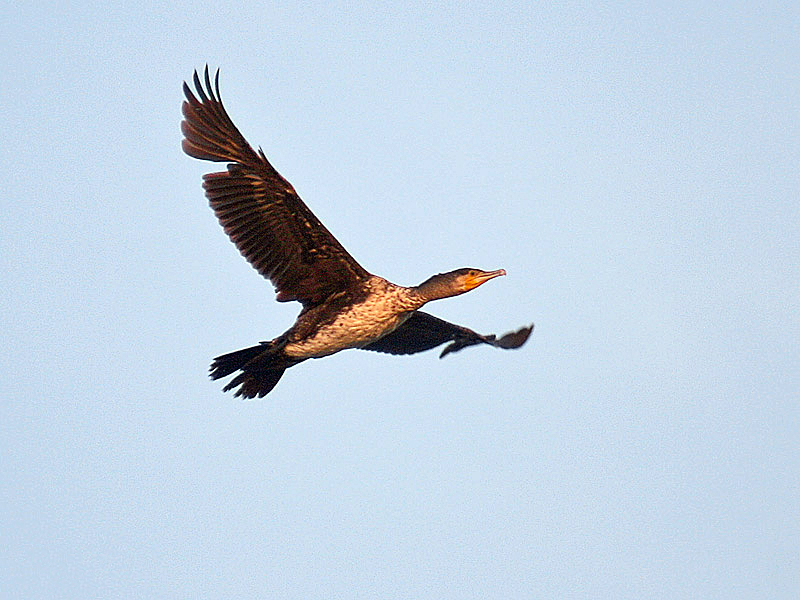
Jeune volant en Kolkata, Bengale-Occidental, Inde.
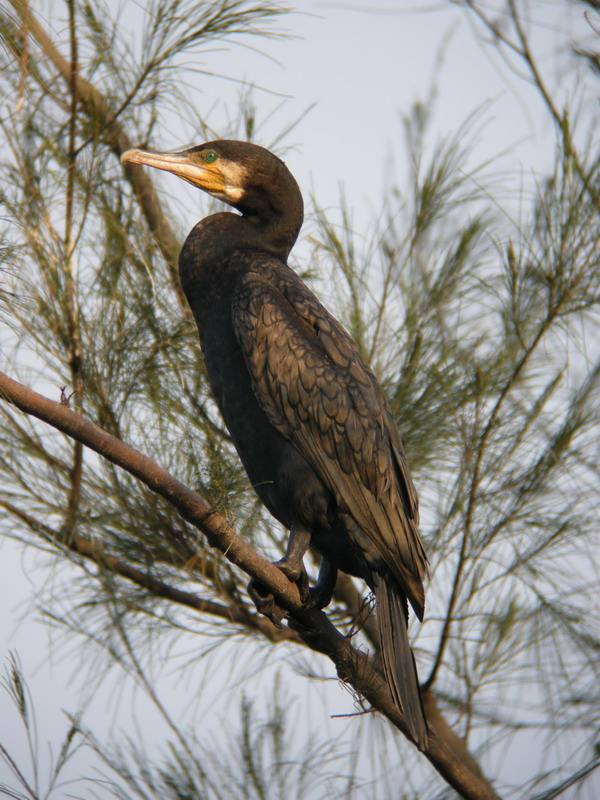
Mai Po, à Hong Kong.
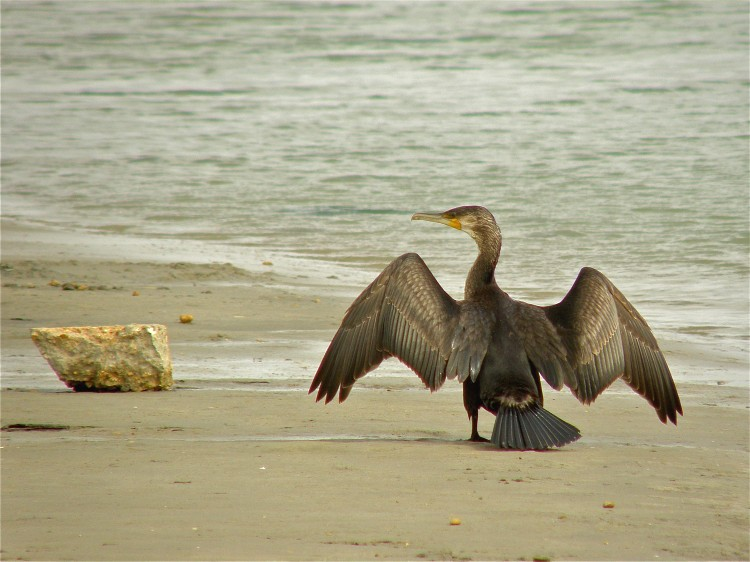
Séchant ses ailes, en Camargue, France.
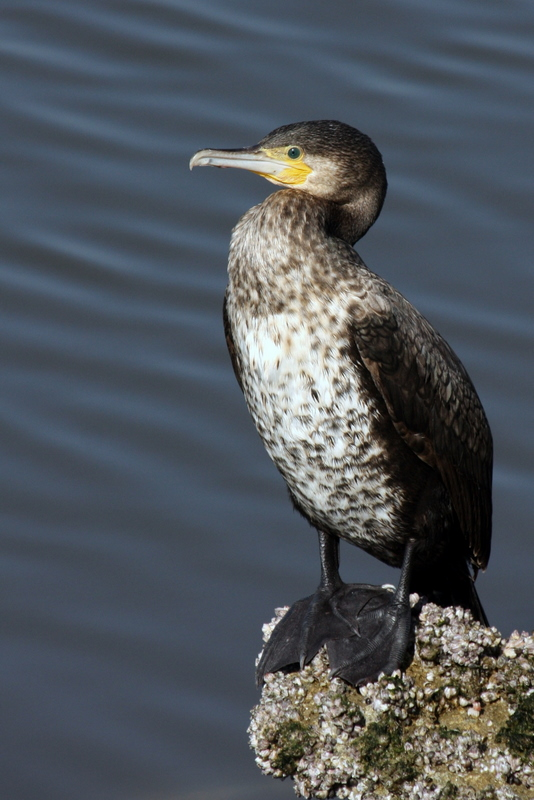
Great Cormorant, Abou Dabi, UAE
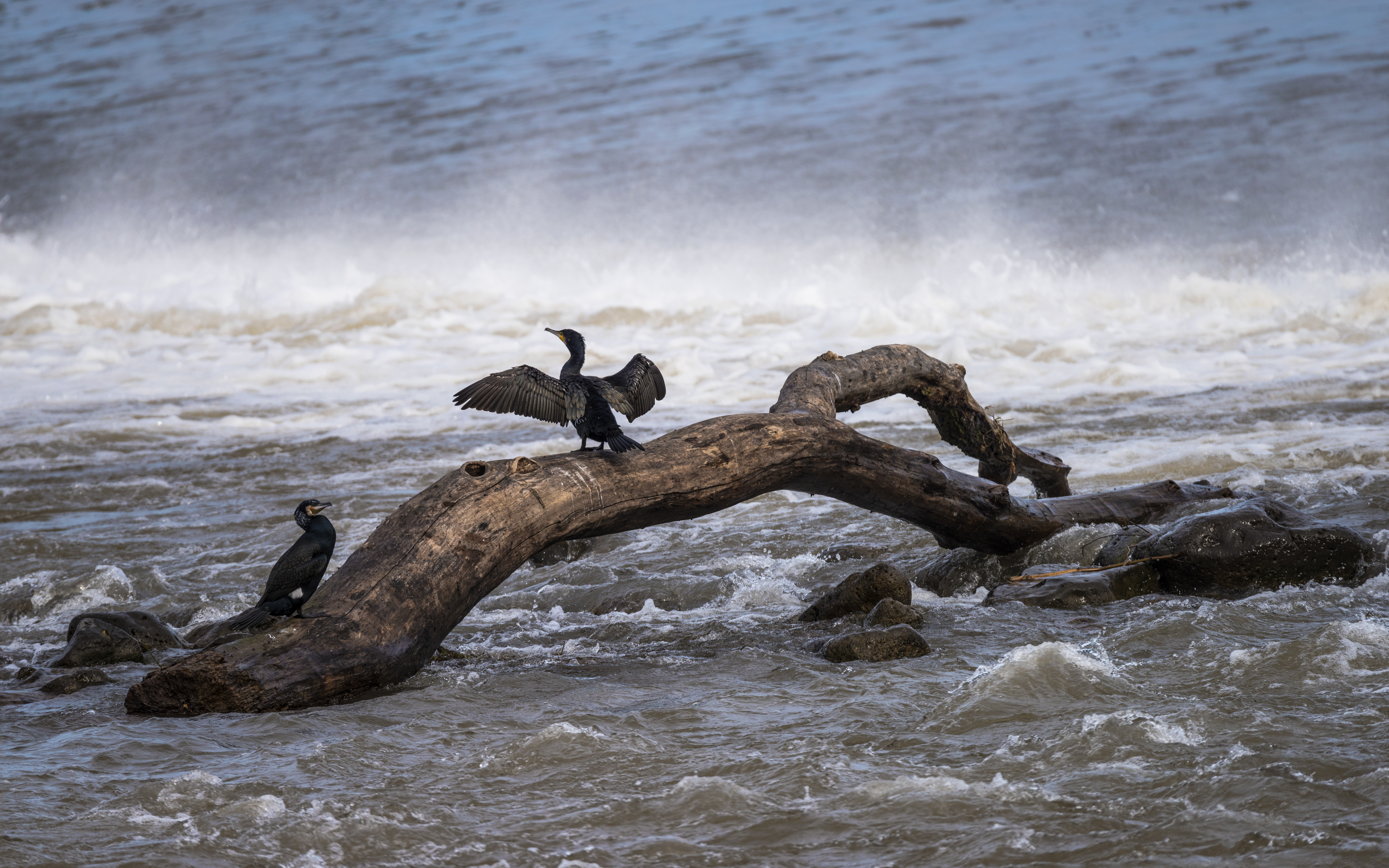
Un grand cormoran au bord de l'Herault à Agde.
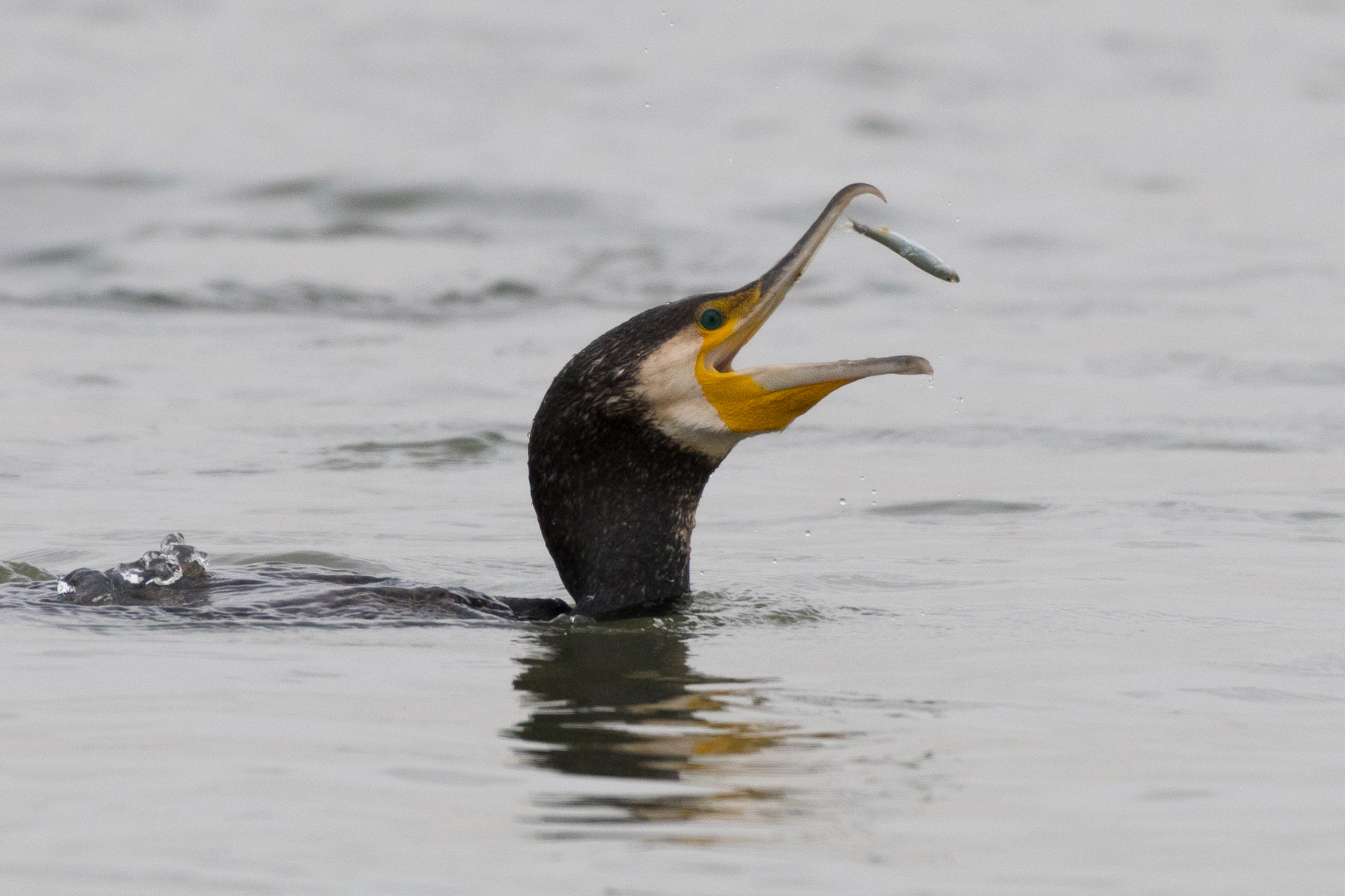
Grand cormoran. Lac de Tunis (site Ramsar et ZICO ), au sud. Mars 2018.
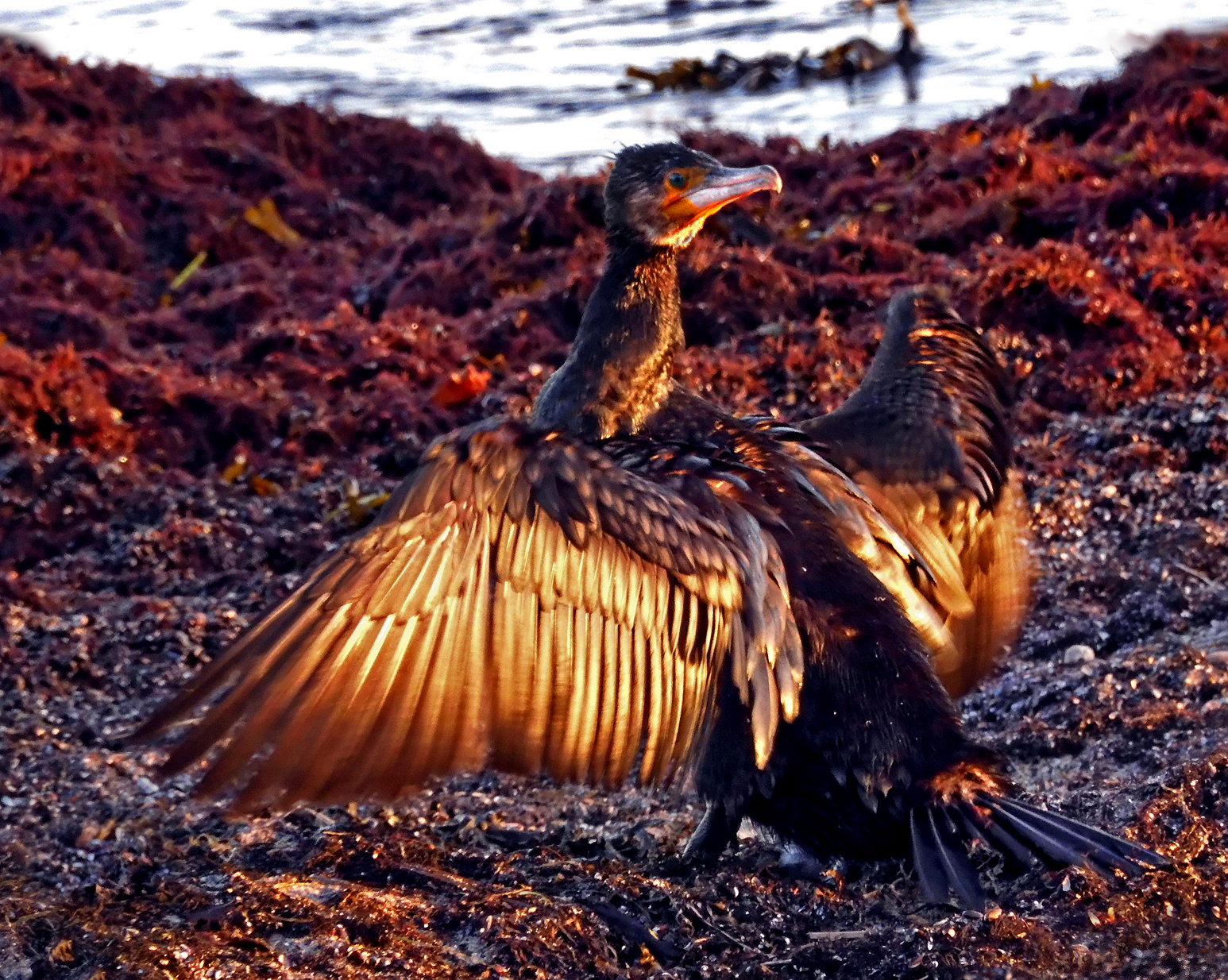
Grand Cormoran séchant ses ailes au coucher du soleil.
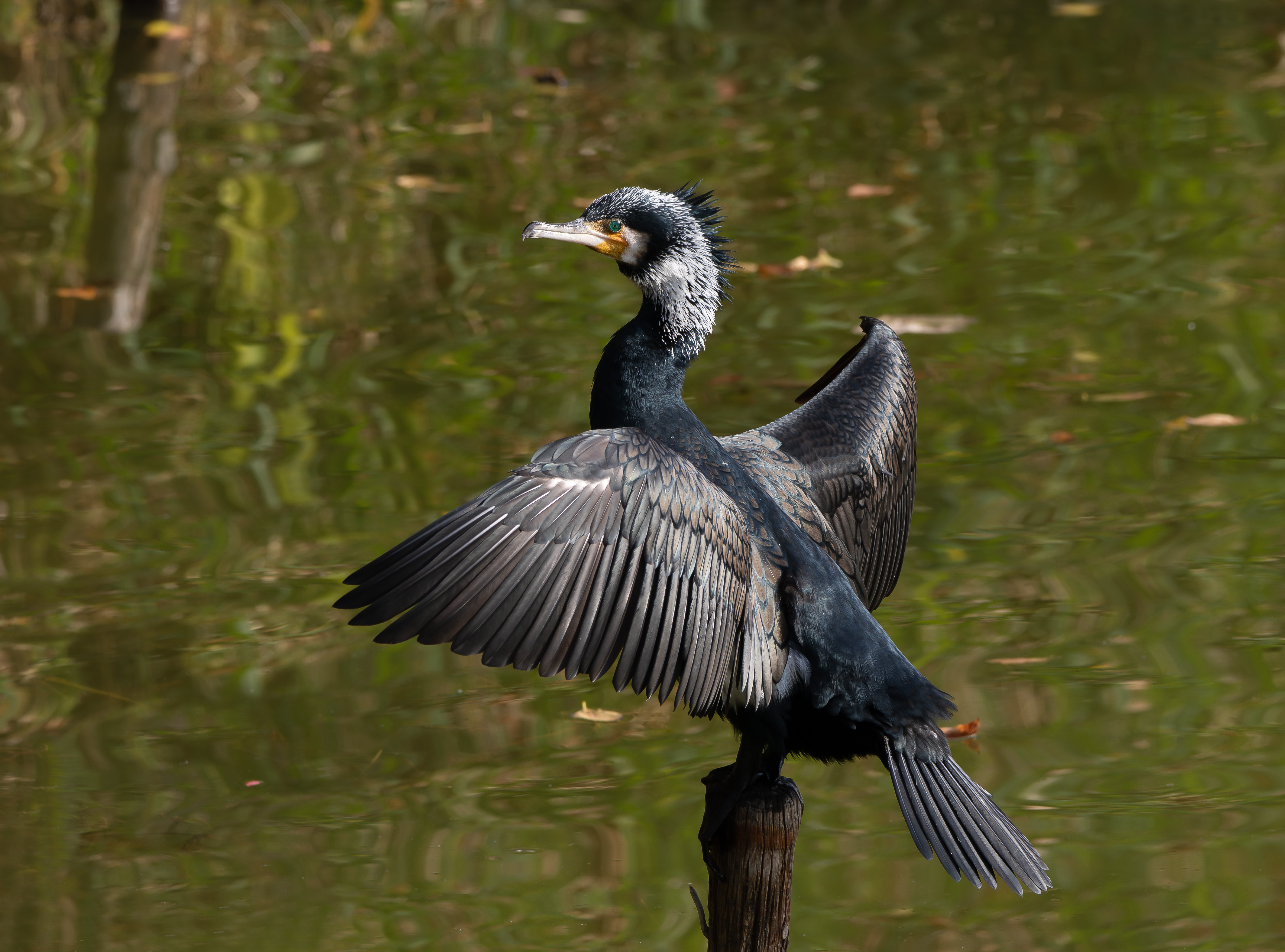
Grand Cormoran dans le parc de Tennoji à Osaka, Japon. Décembre 2023.
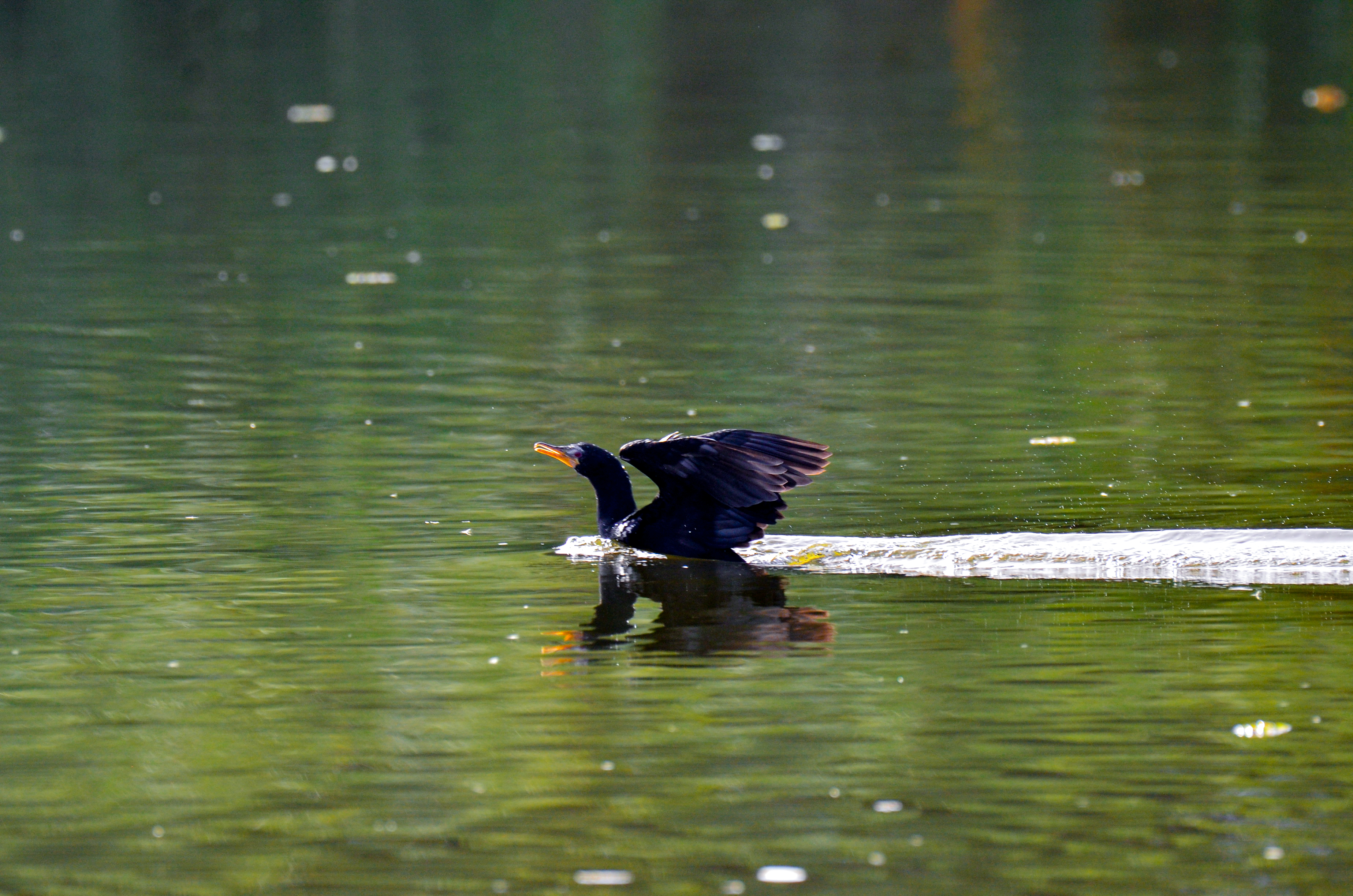
Grand Cormoran dans le Parc Forestier et Zoologique de Hann, Sénégal.

### Photos et vidéos
- Son : vocalisation de Phalacrocorax carbo sur le site de la  Royal Society for the Protection of Birds (voir en haut de fiche).
- Bandes son de Phalacrocorax carbo sur le site xenocanto.org.
- Vidéos & photos sur le site Internet Bird Collection (IBC).
- Vidéo sur le Grand Cormoran filmée en Baie de Somme et dans le Bassin d'Arcachon (France).